# 1013
Năm 1013 là một năm trong lịch Julius.